# 神宮司順
神宮寺 順（じんぐうじ じゅん、1930年1月16日 - 1997年4月18日）は、日本の経営者。沖電気工業社長を務めた。鹿児島県出身。

## 経歴・人物
1953年に九州大学工学部通信工学科を卒業し、同年に日本電信電話公社に入社した。1978年3月に沖電気工業に転じ、同年6月に取締役に就任し、1979年6月に常務、1988年6月に専務を経て、1992年10月に社長に就任。1995年8月に取締役に就任し、1996年6月から特別顧問を務めた。
1997年4月18日脳腫瘍のために神奈川県大和市の病院で死去。67歳没。